# Breath figures
Con il termine Breath Figures si suole indicare il particolare ordinamento spaziale dell'acqua che si ottiene respirando (breath) su una superficie fredda, sia essa solida oppure liquida: a seconda delle proprietà di bagnabilità della superficie si possono formare sia un film uniforme, che appare scuro, sia un insieme di goccioline, che riflettono la luce ed appaiono bianche.
Per analogia, il termine Breath Figures è utilizzato per designare la morfologia indotta dalla configurazione delle gocce che si ottengono per condensazione di un liquido da una fase gassosa su una superficie che non sia bagnata dal liquido stesso.
I primi studi su questo fenomeno si situano all'inizio del '900, ma a lungo l'unica applicazione pratica ha riguardato l'osservazione dell'inquinamento dovuto ad olii su superfici vetrose. Solamente intorno alla metà degli anni ottanta si è sviluppata un'attività di ricerca più approfondita, resa possibile soprattutto dai progressi avutisi nel campo della microscopia elettronica.
Attualmente i settori maggiormente interessati dall'utilizzo di questo metodo sono:
- l'elettronica (microelettrodi)
- la fotonica (cristalli fotonici)
- l'ottica (rivestimenti anti-riflessione)
- la biotecnologia (ad esempio, substrati per colture cellulari)
- la produzione di membrane per separazione di gas